# Tai nạn máy bay DC-3 Colombia 2019
Vào ngày 9 tháng 3 năm 2019, một chiếc Douglas DC-3 do Latinoamericana de Servicios A bd (Laser Aéreo) vận hành đã rơi gần San Carlos de Guaroa, Colombia. Máy bay DC-3 đang thực hiện chuyến bay từ sân bay Jorge Enrique González Torres, San José del Guaviare đến sân bay La Vanguardia, Villavicencio. Tất cả 14 người trên máy bay đã thiệt mạng, phi hành đoàn đang cố gắng hạ cánh tại Villavicencio và vừa tuyên bố tình trạng khẩn cấp.

## Máy bay
Đơn vị hành chính đặc biệt của hàng không dân dụng báo cáo rằng máy bay Douglas DC-3, đăng ký HK-2494 được chế tạo năm 1945. Nó được chế tạo cho quân đội Hoa Kỳ Air Corps (USAAC) thành một chiếc Douglas TC-47B-DK (Không lực Mỹ 44-76.773 / MSN 16357/335105) và được chuyển đổi thành Douglas R4D-7 vào năm 1972 (Cục USN số 99826) cho hải quân Hoa Kỳ vào ngày 14 tháng 5 năm 1945. Nó được chỉ định lại là Douglas TC-47K vào năm 1962. DC-3 được chuyển sang Đại học Texas ở Austin vào ngày 8 tháng 10 năm 1971 và đăng ký N87611.